# شهاب

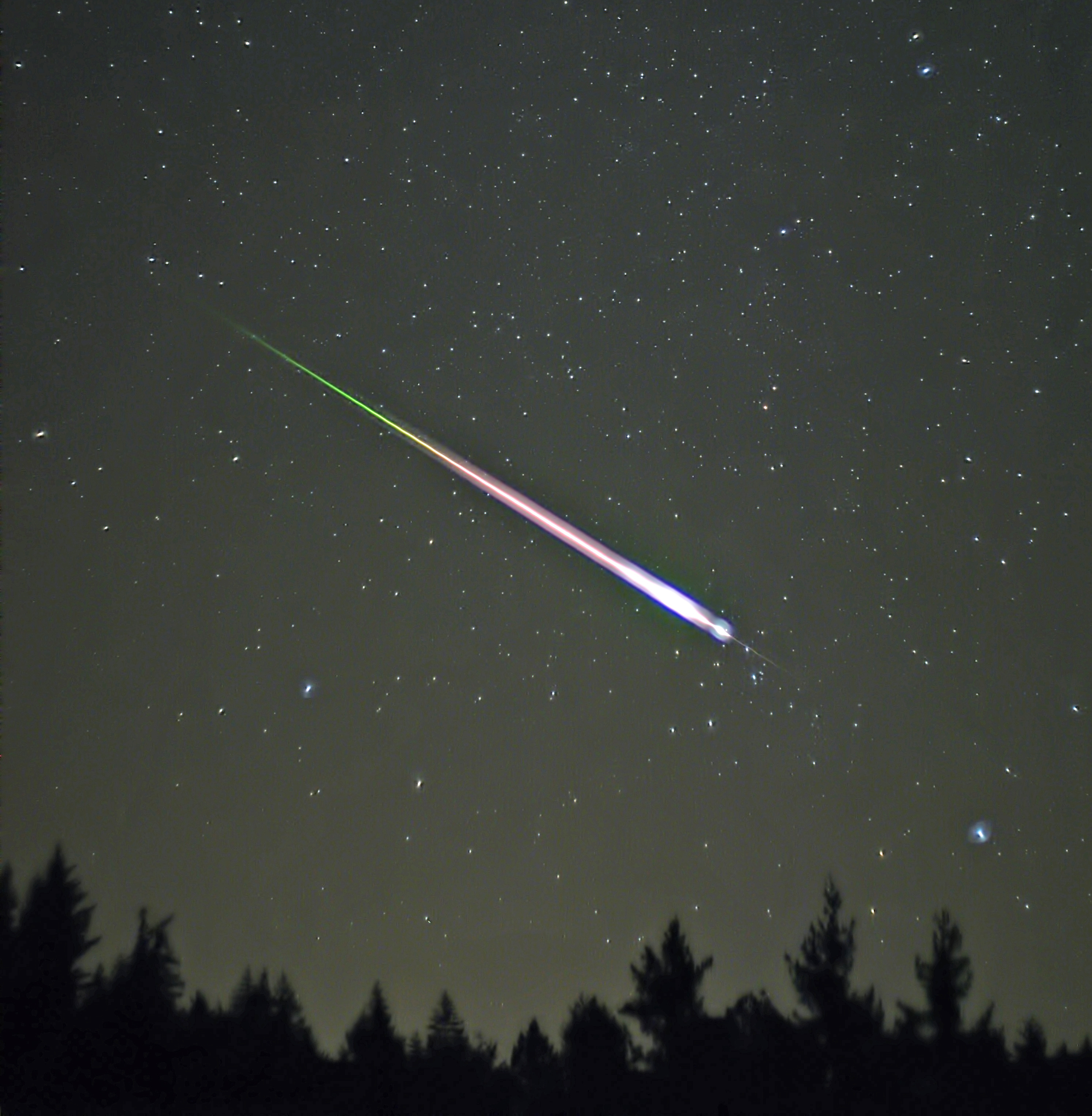
یک شهاب در آسمان شب در سال ۲۰۰۹

شَهاب در ستاره‌شناسی به یک سیارک یا شهاب‌واره که وارد جو زمین می‌شود گفته‌می‌شود. به خط درخشانی که بر اثر ورود شهاب‌وار یا حرکت آن در جو ایجاد می‌شود شهاب ثاقِب گفته می‌شود.
قطعه‌های صخره یا فلز که در فضا شناورند شهاب‌واره (Meteoroid) نام دارند، زمانی
که این قطعات وارد جو یک سیاره بشوند شهاب (Meteor) نامیده می‌شوند و زمانی که به سطح سیاره برخورد کنند شهاب‌سنگ یا شخانه نام می‌گیرند. 